# 2,6-Xylénol
Le 2,6-xylénol, ou 2,6-diméthylphénol, est un composé chimique de formule HOC6H3(CH3)2. Cet isomère du xylénol est un monomère du poly(oxyde de p-phénylène) (PPO).
Le 2,6-xylénol peut être obtenu par méthylation du phénol C6H5OH à travers une réaction exothermique, par exemple à l'aide d'un catalyseur fer-chrome sur lit fluidisé.
Le PPO peut être obtenu à partir de 2,6-xylénol par couplage oxydant carbone–oxygène. La dimérisation carbone–carbone est également possible ; une étude documente ainsi l'oxydation par le diacétate d'iodobenzène C6H5I(OCOCH3)2. 

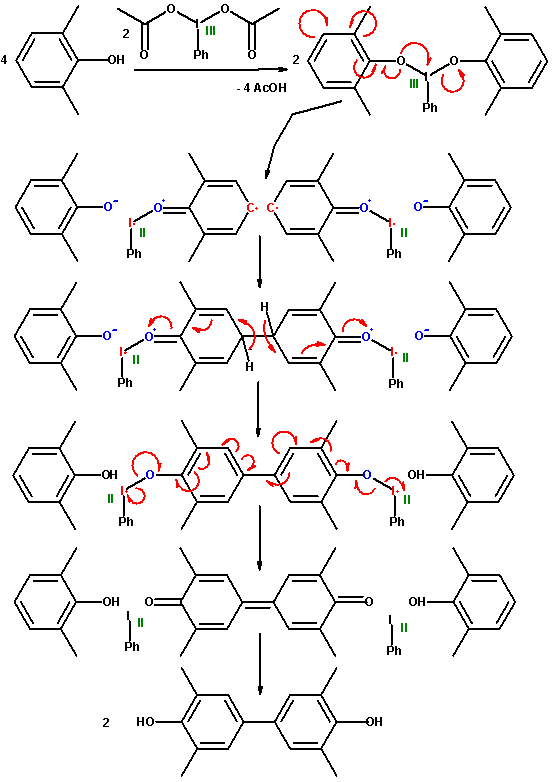

La première étape du mécanisme réactionnel proposé voit la substitution des groupes acétyle liés à l'iode par des groupes phénol. Ce complexe se dissocie en un radical anionique aryle et un groupe phénoxy. Les deux radicaux aryle forment une liaison covalente carbone–carbone avant d'éliminer deux protons, conduisant à une aromatisation. Cela donne une diphénoquinone, à la suite d'une oxydation à quatre électrons. Le biphénol peut être obtenu par médiamutation de la quinone avec le xylénol déjà présent. À l'issue de la séquence de réactions, le diacétate d'iodobenzène est réduit en iodobenzène C6H5I.